# Rockville (Karolina Południowa)
Rockville – miasto w Stanach Zjednoczonych, w stanie Karolina Południowa, w hrabstwie Charleston.